# Máire Devine

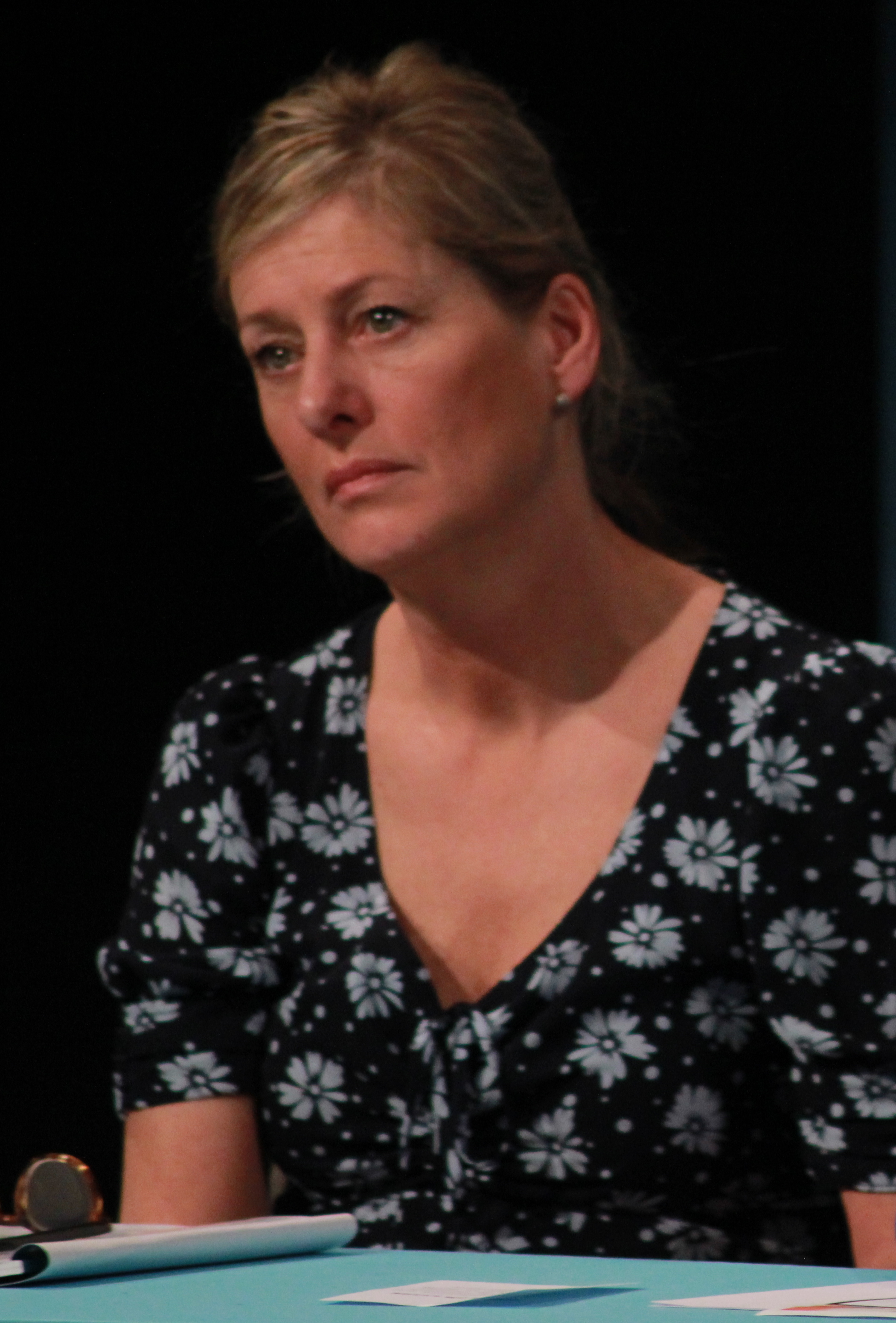
Máire Devine (2015)

Máire Devine (* 22. Oktober 1972 in Dublin, Irland) ist eine irische Politikerin der Sinn Féin. Seit 2024 ist sie Teachta Dála im irischen Unterhaus Dáil Éireann.

## Leben
Máire Devine wuchs in The Liberties auf. Sie ist ausgebildete Pflegekraft in der Psychiatrie. Lange Zeit war sie Gewerkschaftssekretärin.
2011 rückte sie in den South Dublin County Council nach. 2014 wurde sie gewählt. Bei den Wahlen zum Dáil Éireann 2016 trat sie ohne Erfolg im Wahlkreis Dublin South Central an. Sie wurde aber 2016 in den Seanad Éireann über die Arbeitnehmerliste gewählt. 2020 schied sie wieder aus dem Seanad aus, rückte jedoch im Oktober in den Dublin City Council nach. 2024 wurde sie wieder gewählt. Bei den Wahlen zum Dáil Éireann 2024 wurde sie wieder in den Dáil Éireann gewählt.
Während ihrer politischen Karriere zeigte sie starke Sympathien für die Palästinenser und versuchte 2010 von Zypern aus mit einem Blockadebrecher Hilfsgüter in den Gazastreifen zu verbringen.

## Privates
Máire Devine ist mit Kevin Devine verheiratet, mit dem sie drei Kinder hat.